# Ingrid (nombre)
Ingrid es un nombre escandinavo. Proviene del nombre del nórdico antiguo Ingiríðr, una abreviatura de Ingfríðr, compuesto por el teónimo Yngvi y el elemento fríðr "querida; preciosa, justa", es muy común entre los nombres femeninos nórdico germánicos.
El nombre Ingrid (en ocasiones Ingerid o Ingfrid; abreviado como Ing, Inger, Ingri) sigue siendo un nombre muy común en Escandinavia, siendo Noruega y Alemania los países de uso más generalizado.
Su uso en dichos países ocurrió en el periodo de entreguerras, con más del 5% de recién nacidas en 1920 siendo bautizadas con dicho nombre; su popularidad disminuyó entre 1930 y 1950, pero volvió a retomar su popularidad a finales de la década de 1970 y principios de 1980, llegando al 2,8% en 1990 de recién nacidas registradas con este nombre.

## Personas Famosas
- Ingrid de Suecia (1910–2000), princesa sueca. Reina consorte de Dinamarca.
- Ingrid Alexandra (2004), princesa noruega.
- Ingrid Alberini (1973), cantante italiana.
- Ingrid Bergman (1915–1982), actriz sueca
- Ingrid Pitt (1937–2010), actriz británica-polaca
- Íngrid Betancourt (1961), política colombiana
- Ingrid Caven (1938), actriz alemana
- Ingrid Daubechies (1954), física y matemática belga
- Ingrid van Houten-Groeneveld (1921–2015), astrónoma neerlandesa
- Ingrid van Lubek (1971), triatleta neerlandesa
- Ingrid Michaelson (1979), cantante estadounidense
- Ingrid Newkirk (1949), activista por los derechos de los animales estadounidense
- Ingrid Nilsen (1989), bloguera estadounidense
- Ingrid Peters (1954), cantante alemana
- Ingrid Rubio (1975), actriz española
- Ingrid Thulin (1926–2004), actriz sueca

## Personajes de ficción
- Ingrid, de la serie Once Upon a Time
- Ingrid, de Sesame Street
- Ingrid, del videojuego Street Fighter
- Ingrid Beauchamp, de la novela Witches of East End y la serie Witches of East End
- Ingrid Cortez, de la trilogía de películas Spy Kids
- Ingrid Dracula, de la serie El joven Drácula
- Ingrid Giraffe, de la serie My Gym Partner's a Monkey
- Ingrid Third, de la serie Fillmore!